# Qin Dongya
Qin Dongya, född den 3 oktober 1979 i Liaoyang, Kina, är en kinesisk judoutövare.
Hon tog OS-brons i damernas mellanvikt i samband med de olympiska judotävlingarna 2004 i Aten.